# Intima Ecclesiæ natura
Intima Ecclesiæ natura – motu proprio papieża Benedykta XVI, ogłoszone 11 listopada 2012 roku w Watykanie. Dokument powstał po spotkaniu papieża z przewodniczący Papieskiej Rady Cor Unum. Dokument reguluje działanie organizacji charytatywnych w Kościele Katolickim. Pismo zobowiązuje takie organizacji do działalności zgodnej z zasadami katolickimi, aczkolwiek aby posiadać przydomek „katolicka” musi posiadać zgodę miejscowego biskupa. Wszyscy biskupi diecezjalni zostali zobowiązani do wspierania i inicjowania działalności organizacji.